# Барађа (Варезе)
Барађа је насеље у Италији у округу Варезе, региону Ломбардија.
Према процени из 2011. у насељу је живело 1742 становника. Насеље се налази на надморској висини од 415 м.